# 肖永银
肖永银（1917年6月—2002年4月29日），也作萧永银，男，河南新县人，中国人民解放军将领，中国人民解放军开国少将。

## 生平
1917年6月，肖永银出生于大别山腹地湖北省黄安县紫云区肖家湾（今河南省信阳市新县箭厂河乡油榨村肖家湾）。
1930年，肖永银参加中国工农红军，同年加入中国共产主义青年团。之后，他参加了红军的长征，并于1935年加入中国共产党。
1937年至1945年抗日战争时期，他在八路军129师，参加过百团大战、收复焦作等战斗。最高曾任太行军区八分区副司令员（1945年8月）。
1946年至1949年第二次国共内战时期，他在晋冀鲁豫野战军第六纵队十八旅，历任旅长、纵队副司令员、副军长等职，先后参加了陇海路、鲁西南、大别山、淮海、渡江等战役战斗；1949年时萧永银曾任第二野战军第三兵团第十二军副军长兼参谋长。
1951年，他任中国人民志愿军第十二军副军长（后任军长），先后参加了朝鲜战争的第五次战役、金城阻击战和上甘岭战役。1954年从朝鲜回国后，先后任南京军区装甲兵司令员、南京军区参谋长、南京军区副司令员、成都军区副司令员、武汉军区副司令员等职。他是1969年中国共产党第九次全国代表大会（九大）代表。
1971年，（林彪）九一三事件发生。9月17日，南京军区司令许世友奉毛泽东和周恩来之命，在上海市革命委员会副主任王洪文的配合下，由萧永银（副司令）率部在上海锦江饭店秘密逮捕林彪集团成员王维国。
2002年4月29日在南京逝世，享年85岁。